# Nicolaus Zaff der Ältere
Nicolaus Zaff der Ältere, auch Nikolaus Zaff, (* um 1620 in Sils im Engadin; † nach 1677) war ein Schweizer reformierter Geistlicher und Mediziner.

## Leben
Nicolaus Zaff besuchte von 1638 bis 1644 die Schola Tigurina in Zürich. Im folgenden Jahr bestand er sein Examen und wurde Hauslehrer der Familie Althann. Am 3. Juni 1648 nahm ihn in Splügen die evangelisch-rätische Synode auf, womit er im Freistaat der Drei Bünde als Pfarrer tätig sein durfte. Zunächst besuchte er die Akademie in Genf, an der er am 29. April 1649 immatrikuliert wurde. Im gleichen Jahr übernahm er die Pfarrstelle in Sils im Engadin. Zugleich stellte man ihn als Notar und Gemeindeschreiber ein. Vor oder in 1651 gab er diese zwei Ämter an seinen Bruder Johannes ab.
1651 ging Zaff nach Venedig, um die dortige geheime reformierte Gemeinde als Pfarrer zu unterstützen, doch war dies mit Problemen verbunden. Unter anderem wurde der reformierte Gottesdienst von den Lutherischen kurzzeitig verboten. Seit dem 9. Mai 1654 ist er als Student der Universität Padua nachweisbar. In späteren Briefen bezeichnet sich Zaff als Doktor der Medizin; diesen Grad erwarb er vermutlich an ebendieser Universität.
Nach 1668 war er als Arzt in Venedig tätig. Kurz darauf konnte er wieder die geheime Gemeinde als Pfarrer übernehmen. Daneben betätigte er sich als Diplomat, was der Grund dafür sein dürfte, dass er 1672 in seine Heimat Graubünden zurückkehrte und die Gemeinde in Castasegna übernahm. Drei Jahre später war er erneut in Venedig und kümmerte sich um evangelische Prediger aus Ungarn, die zur Galeerenstrafe verurteilt worden waren. Durch Zaffs Zutun konnten diese am 11. Februar 1676 freigelassen werden.
Als Belohnung dafür erhielt er 100 Dukaten. Dafür bedankte er sich in einem Brief vom 21. November 1676 und im Folgejahr erhielt er als weiteres Geschenk das Neue Testament in ungarischer Sprache. Dies ist das letzte, was von seinem Leben bekannt ist; wann er starb, ist unbekannt.

## Werke
- Theses de Aktuali Dei providentia (Zürich 1645)